# جيمي ثيلين
جيمي ثيلين (بالسويدية: Jimmy Thelin)‏ (14 مارس 1978 في السويد - ) هو مدرب كرة قدم ولاعب كرة قدم سويدي في مركز الدفاع. لعب مع IF Haga ‏ ونادي جونكوبينغ سودرا ‏.

## وصلات خارجية
- جيمي ثيلين على موقع قاعدة بيانات كرة القدم.إي يو (الإنجليزية)